# Macchi M.8
Il Macchi M.8 era un idroricognitore/bombardiere monomotore a scafo centrale prodotto dall'azienda italiana Società Anonima Nieuport-Macchi, poi Aeronautica Macchi nei tardi anni dieci del XX secolo.
Venne utilizzato in ambito militare dalla Regia Marina durante e dopo il termine della prima guerra mondiale, ma nel 1919 fu anche uno degli idrovolanti protagonisti del Circuito del Baltico, dove venne donato al governo svedese assieme ad un SIAI S.13, ed alla Targa Florio aeronautica.

## Storia del progetto
Nel 1917 la Nieuport-Macchi continuò a sviluppare nuovi modelli di idrovolante allontanandosi progressivamente dall'austro-ungarico Lohner L.1 catturato dagli italiani e riprodotto nell'azienda varesina. Il progetto venne affidato all'ingegnere Alessandro Tonini il quale, basandosi sull'impostazione e sull'esperienza acquisita sui precedenti modelli, realizzò il nuovo modello introducendo migliorie allo scafo, un impennaggio leggermente modificato ma soprattutto una nuova struttura interalare, abbandonando l'impostazione classica a montanti verticali e sostituendolo con una più robusta travatura Warren.
Il primo prototipo, che assunse la designazione progressiva M.8, venne portato in volo lo stesso anno con buoni risultati ed avviato alla produzione in serie.
L'M.8 raggiunse una produzione complessiva di 57 esemplari, 30 dei quali realizzati negli stabilimenti Nieuport-Macchi di Varese e 27 costruiti dalla Fratelli Zari di Bovisio.

## Descrizione tecnica
L'M.8 era un idrovolante a scafo centrale di impostazione classica che conservava l'aspetto generale dei modelli che lo hanno preceduto, con configurazione alare biplano-sesquiplana ed il gruppo motoelica montato in configurazione spingente, introducendo una nuova struttura interalare a travatura Warren.
Lo scafo presentava un abitacolo aperto a due posti affiancati, uno per il pilota e l'altro per l'osservatore, protetto da un parabrezza e terminava posteriormente in un impennaggio cruciforme monoderiva con piani orizzontali controventati.
La configurazione alare era di tipo biplano-sesquiplana, con l'ala superiore, di maggiori dimensioni, montata alta a parasole e l'inferiore montata alta sullo scafo, quest'ultima caratterizzata da un sensibile angolo di diedro positivo e che integrava nella parte inferiore delle semiali i galleggianti equilibratori. Le due ali, realizzate in legno ricoperto di tela e pannelli di compensato, erano collegate da una struttura interalare a travatura Warren, caratterizzata da diagonali obliqui realizzati in bambù ed integrata da tiranti in filo d'acciaio.
La propulsione era affidata ad un motore collocato in una gondola posizionata centralmente sotto l'ala superiore in configurazione spingente e collegato alla parte superiore dello scafo tramite un castello tubolare. Normalmente venne equipaggiato con un Isotta Fraschini V.4B, un 6 cilindri in linea raffreddato ad acqua in grado di erogare, nella versione utilizzata in quegli anni, una potenza pari 170 CV (125 kW) ed abbinato ad un'elica bipala a passo fisso.

## Impiego operativo
Gli M.8 iniziarono ad essere consegnati alla Regia Marina dal 1917, la quale li assegnò alle 251ª Squadriglia (nella primavera 1918), 252ª Squadriglia (dall'agosto 1918) e 259ª Squadriglia (dal settembre 1918) basate a Venezia ed alla 265ª Squadriglia con base a Brindisi ed a Santa Maria di Leuca, impiegandole durante la parte finale della prima guerra mondiale prevalentemente in azioni di ricognizione aerea della costa e ricerca e bombardamento di sommergibili nemici. Nello stesso periodo venne anche utilizzato come aereo da addestramento per i piloti della American Expeditionary Forces (AEF) ed utilizzato dagli stessi in operazioni belliche da Porto Corsini con la 263ª Squadriglia.
Al termine del conflitto rimase in servizio come addestratore e utilizzati fino al termine della loro vita operativa nei primi anni venti. Durante questo periodo uno di questi esemplari venne aggregato al raid aereo conosciuto come Circuito del Baltico, iniziato nel 1919 come operazione sia promozionale che diplomatica nei confronti delle nazioni dell'est e nord Europa con l'intento, oltre a quello politico, di promuovere all'estero le aziende aeronautiche italiane ed ottenere contratti di fornitura. Nel settembre 1920, ai comandi di un idrovolante SIAI S.16, conquistò l'allora primato per il più lungo Raid compiuto da idrovolanti volando da Sesto Calende ad Helsinki, allora ancora in territorio svedese. In occasione della tappa di Helsinki vennero donati al governo svedese un M.8 ed un SIAI S.13 i quali vennero assegnati alla Marinens Flygväsende, l'allora componente aerea della Svenska marinen, la marina militare svedese. L'M.8, al quale venne assegnato il numero 41, venne inviato a Karlskrona ed impiegato rimanendo in servizio fino all'autunno 1921 quando venne messo a terra a causa di un incidente occorsogli a causa di un malfunzionamento dell'impianto motore Franco Tosi da 180 hp.

## Utilizzatori
Italia
- Regia Marina

 Stati Uniti
- Aviation Section, U.S. Signal Corps
  - American Expeditionary Forces[1]

 Svezia
- Marinens Flygväsende

### Gallerie fotografiche
- Macchi M8, su AVIA - Associazione di Volontariato in Italia per l'Aviazione, http://www.avia-it.com/act/avianew_index.asp, 1º maggio 2000. URL consultato il 26 dicembre 2009 (archiviato dall'url originale il 25 ottobre 2011).